# Skała Gąsieckiego

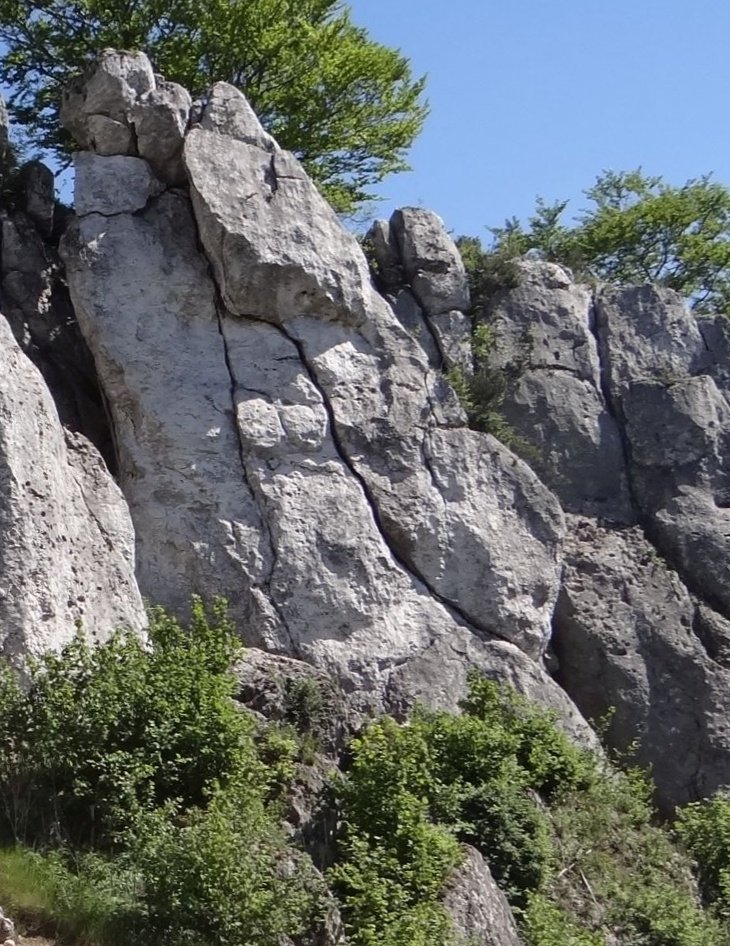
Skała Gąsieckiego od zachodu

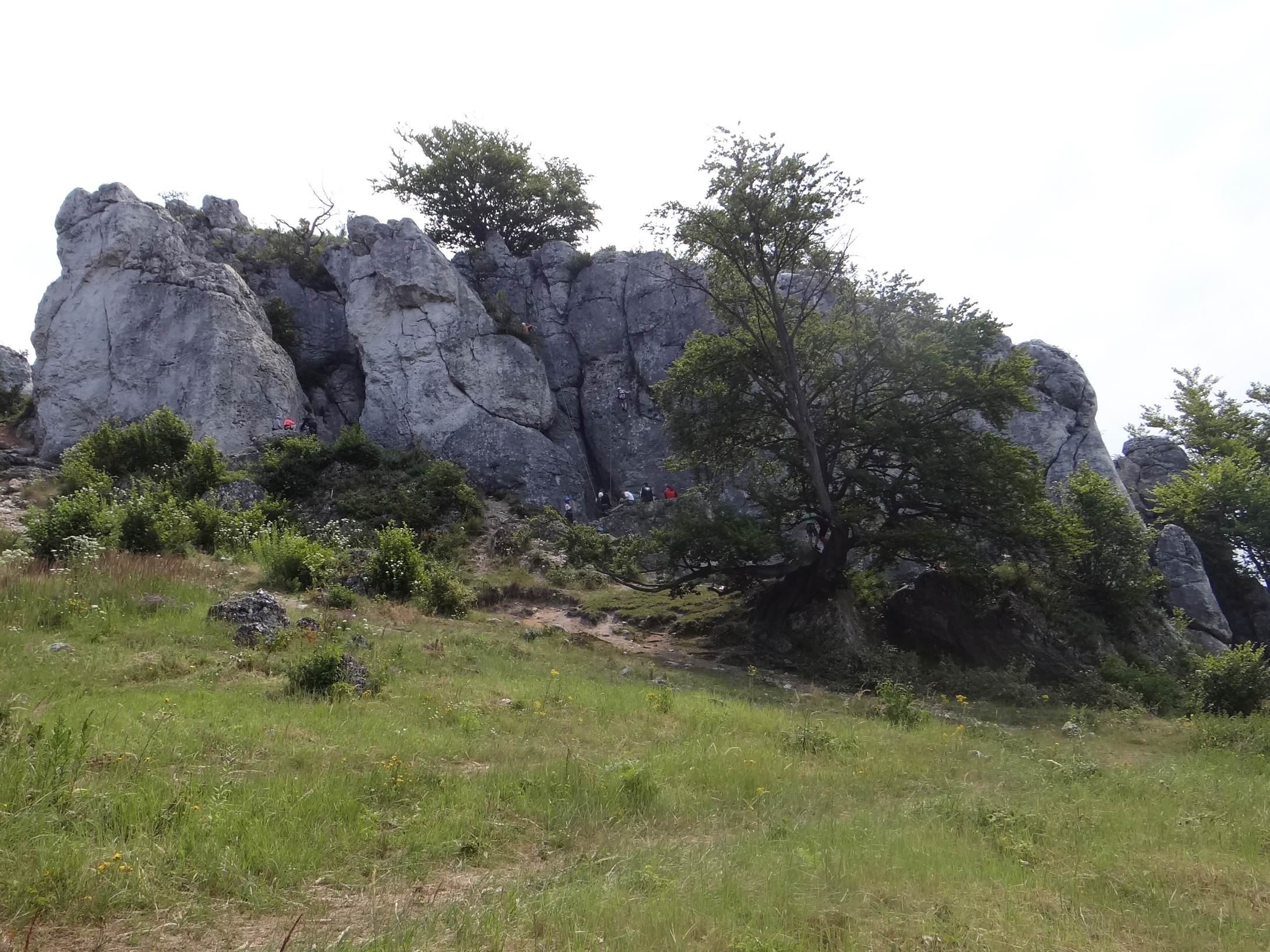
Kolejno od lewej: Dziurki, Skała Gąsieckiego i Długa Grań

Skała Gąsieckiego – skała na Górze Zborów na Wyżynie Częstochowskiej, w obrębie wsi Kroczyce w województwie śląskim, powiecie zawierciańskim, w gminie Kroczyce. Znajduje się w ciągu skał na wschodnim końcu ich zgrupowania. W opadającej ze szczytu wzniesienia grzędzie kolejno znajdują się Dziurki, Skała Gąsieckiego, Długa Grań i Dolna Baszta Lokalizację tych skał podaje rysunek na stronie wspinaczy skałkowych.
Zbudowane z wapieni skały Góry Zborów to jeden z bardziej popularnych rejonów wspinaczki skalnej w okolicach Podlesic. Znajdują się w obrębie rezerwatu przyrody Góra Zborów, na określonych warunkach dopuszczono jednak na nich wspinaczkę. Skała Gąsieckiego jest średnio popularna. Znajduje się na otwartym terenie, od Dziurek, które ją częściowo zasłaniają, oddzielona jest głęboką przełączką. Ma ściany pionowe o wysokości do 15 m. Jest w nich kilka rys i filarem. Wspinacze poprowadzili na niej 7 dróg wspinaczkowych o trudności od VI do VI.4 w skali Kurtyki. Na pięciu z nich zamontowano stałe punkty asekuracyjne; ringi (r) i stanowisko zjazdowe (st), na rysie wspinaczka tradycyjna (trad). Jest też możliwość poprowadzenia jeszcze jednej drogi.

## Drogi wspinaczkowe
1. Kaszanka dla kierownika; VI.3+, 3r + st
2. Filar Dorosza; VI.3, 3r + st
3. Gałązka jabłoni; VI.4, 4r + st
4. Rysa Gąsieckiego; VI+, trad
5. Możliwość
6. Prezent dla żony; VI.1, 4r + st
7. Prawy Gąsiecki; VI, 2r + st
8. Garść marzeń; VI.1+, 3r + st[1].

W Skale Gąsieckiego znajduje się Schronisko w Skale Gąsieckiego.